# یوهانس استریکر

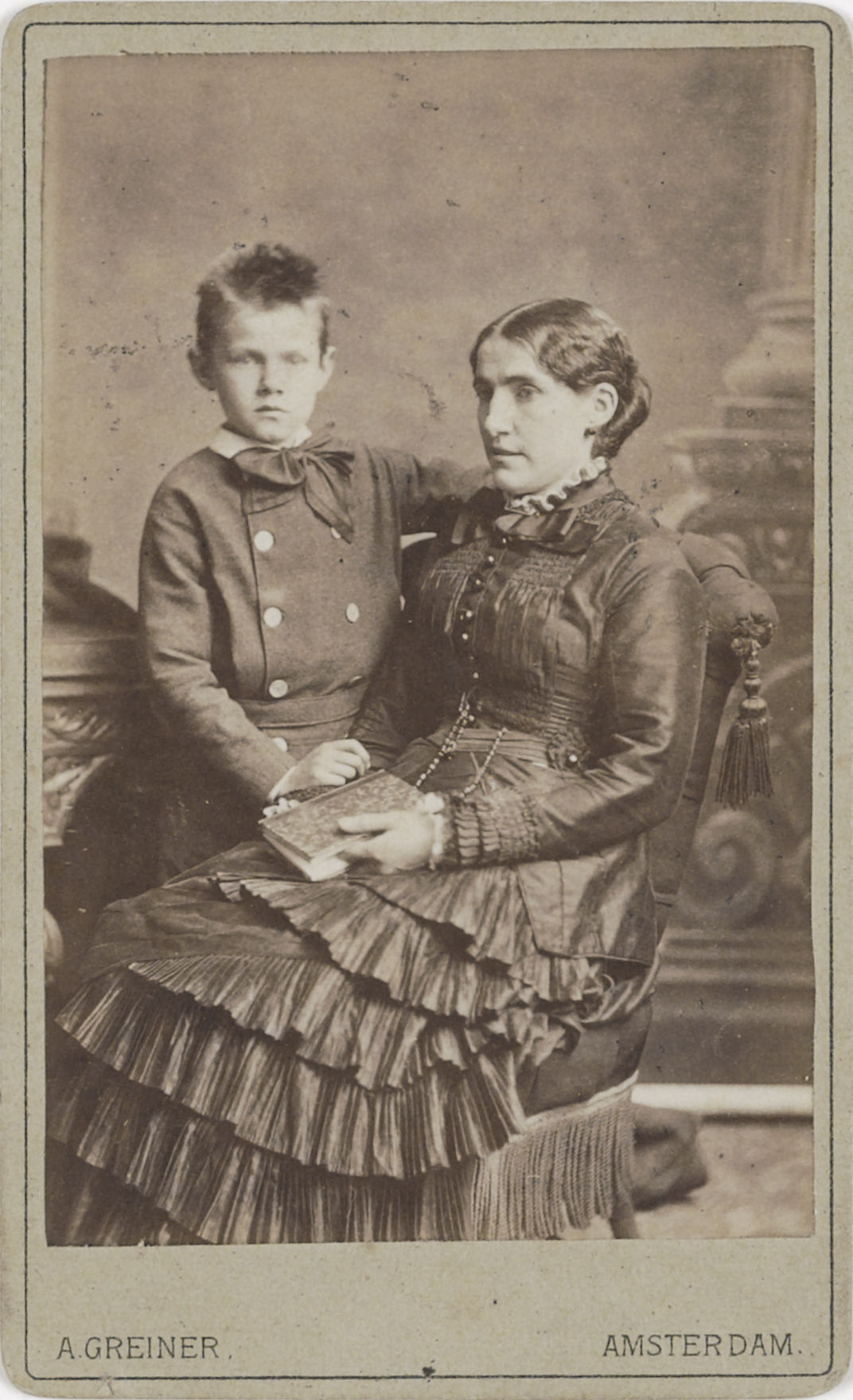
عکسی از کی فوس استریکر با پسرش که حدود سال ۱۸۷۹/۱۸۸۰ گرفته شده است.

یوهانس پولوس استریکر (زاده ۱۸ اکتبر ۱۸۱۶ – درگذشته ۲۷ اوت ۱۸۸۶) (به هلندی: Johannes Paulus Stricker) یک متخصص الهیات و انجیل پژوه بود. او در دانشگاه لیدن شرکت کرد و آنجا با یوهان فردریک فون اُوردت، چهره کلیدی الهیات گرونینگن کار کرد. او در ماه مه ۱۸۴۱ در امتحان انتصاب کشیش شرکت کرده و در اکتبر همان سال آن مقام را بدست آورد. در ماه دسامبر آن سال با ویلمینا کاربنتوس، خالهٔ بزرگ ونسان ون گوگ ازدواج کرد. به عنوان شوهر خاله در بین سال‌های ۱۸۷۷ و ۷۸ به ونسان جوان الهیات و نقد کتاب مقدس را تدریس کرد.
در تابستان ۱۸۸۱، ون گوگ جوان شیفتهٔ دختر خالهٔ خود کی فوس استریکر شده و به او پیشنهاد ازدواج داد ولی جواب قاطع (نه، هرگز) شنید.

## آثار
- Bijbelwordenbock voor het Christelijke Gezin, (1855) (Biblical Dictionary for the Christian Family)
- Het Geloof in Jezus Christus de Eenige Weg tot Zaligheid, (1861) (Belief in Jesus Christ, the only Way to Salvation)
- Jezus van Nazareth volgens de Historie Geschetst, (1868) (Jesus of Nazareth, Drawn according to History)